# Porz (okręg administracyjny)
Porz, Köln-Porz – okręg administracyjny (niem. Stadtbezirk) Kolonii, w Niemczech, w kraju związkowym Nadrenia Północna-Westfalia. 
W skład okręgu administracyjnego wchodzi 16 dzielnic (Stadtteil):
1. Eil
2. Elsdorf
3. Ensen
4. Finkenberg
5. Gremberghoven
6. Grengel
7. Langel
8. Libur
9. Lind
10. Poll
11. Porz
12. Urbach
13. Wahn
14. Wahnheide
15. Westhoven
16. Zündorf